# Penitenciária Federal de Sona

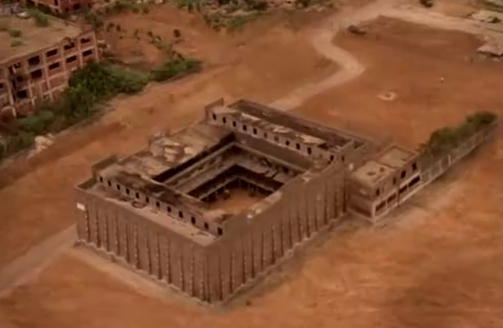
Fotografia aérea da Penitenciária Federal de Sona

A Penitenciária Federal de Sona é uma prisão localizada no Panamá. É o cenário principal da terceira temporada de Prison Break. Embora as penitenciárias sejam diferentes, a da série baseia-se no Complexo Penitenciário do Carandiru, que funcionou entre 1956 e 2002, no estado de São Paulo.

## Relato
Embora existam muitas diferenças entre as duas, a penitenciária tem uma grande inspiração na notória Casa de Detenção de São Paulo, o antigo Carandiru, uma prisão que funcionou de 1956 a 2002 na cidade de São Paulo, Brasil, e se tornou mais conhecida pelo Massacre do Carandiru que ocorreu em 1992. Como explicado no primeiro episódio da terceira temporada, parece que qualquer um que é preso em Sona, nunca sairá vivo.
Devido a uma rebelião na prisão ocorrida no ano anterior à terceira temporada, ela não é mais administrada por guardas de dentro. Em vez disso, os guardas só patrulham de fora nos limites, deixando os prisioneiros para se defenderem dentro das paredes. Como afirma Lechero, são apenas as regras que impedirão que os prisioneiros se tornem selvagens e, como tal, Lechero dirige os negócios por dentro, com suas regras no lugar. A penitenciária apareceu pela primeira vez no final da 2ª temporada da Prison Break, para onde Michael Scofield foi enviado após seu sacrifício e confissão do homicídio de William "Bill" Kim, no lugar da Dra. Sara Tancredi.
Alexander Mahone também foi preso neste episódio por possuir drogas ilegais, embora ele tenha sido vítima de uma armadilha criada por Michael. Brad Bellick também foi enviado, embora "Brad" tenha sido preso ao ser atingido por dois tiros por Theodore "T-Bag" Bagwell. A Penitenciária federal de Sona torna-se o local principal na terceira temporada, com sete dos dez membros do elenco principal da temporada encontrar-se dentro das paredes de Sona. Theodore "T-Bag" Bagwell é encarcerado no episódio 1, enquanto Fernando Sucre termina no final da 3ª temporada. Norman "Lechero", McGrady e James Whistler são os personagens que são introduzidos pela primeira vez dentro de Sona. A penitenciária é a segunda em que Michael Scofield, Fernando Sucre e Theodore "T-Bag"  foram presos, entre eles estão Alexander Mahone e Brad Bellick.